# Quito
Quito (Тейшу-Мару) — корабель, який під час Другої світової війни брав участь у операціях германських збройних сил в зоні, що знаходилась під контролем Японії.
Вантажне судно «Quito» спорудили в 1938 році на германській верфі Schiffbau-Gesellschaft «Unterweser» A. G. у Везермюнде для компанії Norddeutscher Lloyd Line. Далі судно відправили до Південної Америки, де воно почало рейси між портами північного та західного узбережжя цього континенту з базуванням на еквадорський порт Гваякіль.
24 серпня 1939-го «Quito» прибуло до Гваякіля та затрималось тут відповідно до попереджень про можливий початок ворожості. На початку січня 1940-го судно пройшло до чилійського порту Кокімбо, де його безуспішно намагались продати. 18 травня — 27 червня «Quito» здійснило перехід до японського порту Йокогама, при цьому йому вдалось уникнути зустрічі з канадським переобладнаним легким крейсером HMCS Prince Henry, який у квітні був спрямований до берегів Чилі для протидії можливим спробами вивести два германські судна з Кокімбо.
У липні 1941-го судно реквізували для потреб германського ВМФ та класифікували як допоміжне судно постачання. За первісним задумом мало забезпечувати пальним та продовольством германські рейдери, втім, період успіхів останніх уже добігав кінця. У вересні 1942-го «Quito» передали в чартер японській державній компанії Teikoku Senpaku, після чого воно отримало додаткову назву «Тейшу-Мару» (втім, судно не отримало японського екіпажу і залишалось належним до германського флоту).
Влітку 1943-го германське командування вирішило використовувати захоплений японцями Пенанг (західне узбережжя півострова Малакка) для базування групи підводних човнів, що мали діяти в Індійському океані. У серпні 1943-го «Quito» прибуло до Пенангу, при цьому 19 серпня під час прямування від Сінгапура його атакував нідерландський підводний човен O-24. Ця атака виявилась безрезультатною, зате 20 серпня O-24 потопив переобладнаний канонерський човен «Чоса-Мару», який після повідомлення про напад на «Quito» вийшов з Пенангу для протичовнового пошуку.
У вересні 1943-го «Quito» побувало в Батавії (наразі Джакарта), де отримало з германського проривача блокади «Alsterufer» вантаж запчастин для підводних човнів, після чого повернулось до Пенангу.
6 листопада 1943-го «Quito» разом з підводним човном U-178 прямували з Пенангу до Сінгапуру, при цьому по них без успіху випустив 5 торпед британський підводний човен HMS Tally.
Влітку 1944-го судно пройшло на верфі Mitsubishi Jukogyo у Йокогамі переобладнання у плавучу базу підводних човнів. Наприкінці серпня вона вирушила до Кобе за вантажем торпед, проте зазнала навігаційної аварії. У вересні «Quito» привели на буксирі до Кобе, де вона пройшла ремонт і 1—12 жовтня пройшла до Сінгапура в конвої HI-77.
Оскільки Пенанг був під постійними авіаційними атаками, невдовзі вирішили перенести німецьку базу до Батавії. Відомо, що в грудні 1944-го «Quito» побувала в Балікпапані (центр нафтовидобутку на сході Борнео), де прийняла вантаж паливно-мастильних матеріалів, далі 19—21 грудня відвідала Сурабаю (головна база на сході острова Ява) з метою заправки одного з німецьких підводних човнів, після чого прибула в Батавію.
4 квітня 1945-го «Quito» вирушила з Батавії до Балікпапану по черговий вантаж. 12 квітня поблизу пункту призначення корабель обстріляли з бортової зброї літаки В-24, що завдало йому лише легких пошкоджень. 27 квітня «Quito» вийшла у зворотній рейс до Батавії, при цьому її радіограма щодо запланованого маршруту була перехоплена та розшифрована. 29 квітня в північній частині Яванського моря (та за понад п'ять сотень кілометрів на північний схід від Батавії) «Quito» перехопив та потопив американський підводний човен USS Bream.